# Лондон (Огайо)
Лондон (англ. London) — місто (англ. city) в США, в окрузі Медісон штату Огайо. Населення — 10 279 осіб (2020).

## Географія
Лондон розташований за координатами 39°53′37″ пн. ш. 83°26′15″ зх. д. / 39.89361° пн. ш. 83.43750° зх. д. (39.893517, -83.437624).  За даними Бюро перепису населення США в 2010 році місто мало площу 21,88 км², уся площа — суходіл.

## Демографія
Згідно з переписом 2010 року, у місті мешкали 9904 особи в 3991 домогосподарстві у складі 2511 родини. Густота населення становила 453 особи/км².  Було 4410 помешкань (202/км²).
Расовий склад населення:
| - 89,2 % — білих - 6,0 % — чорних або афроамериканців - 1,0 % — азіатів - 0,3 % — корінних американців |

До двох чи більше рас належало 2,9 %. Частка іспаномовних становила 1,7 % від усіх жителів.
За віковим діапазоном населення розподілялося таким чином: 25,6 % — особи молодші 18 років, 59,8 % — особи у віці 18—64 років, 14,6 % — особи у віці 65 років та старші. Медіана віку мешканця становила 37,1 року. На 100 осіб жіночої статі у місті припадало 88,3 чоловіків;  на 100 жінок у віці від 18 років та старших — 86,2 чоловіків також старших 18 років.
Середній дохід на одне домашнє господарство  становив 52 340 доларів США (медіана — 46 870), а середній дохід на одну сім'ю — 59 977 доларів (медіана — 55 069). За межею бідності перебувало 13,3 % осіб, у тому числі 18,7 % дітей у віці до 18 років та 11,9 % осіб у віці 65 років та старших.
Цивільне працевлаштоване населення становило 4532 особи. Основні галузі зайнятості: освіта, охорона здоров'я та соціальна допомога — 20,7 %, виробництво — 17,4 %, роздрібна торгівля — 13,9 %.